# Jürgen Geißinger

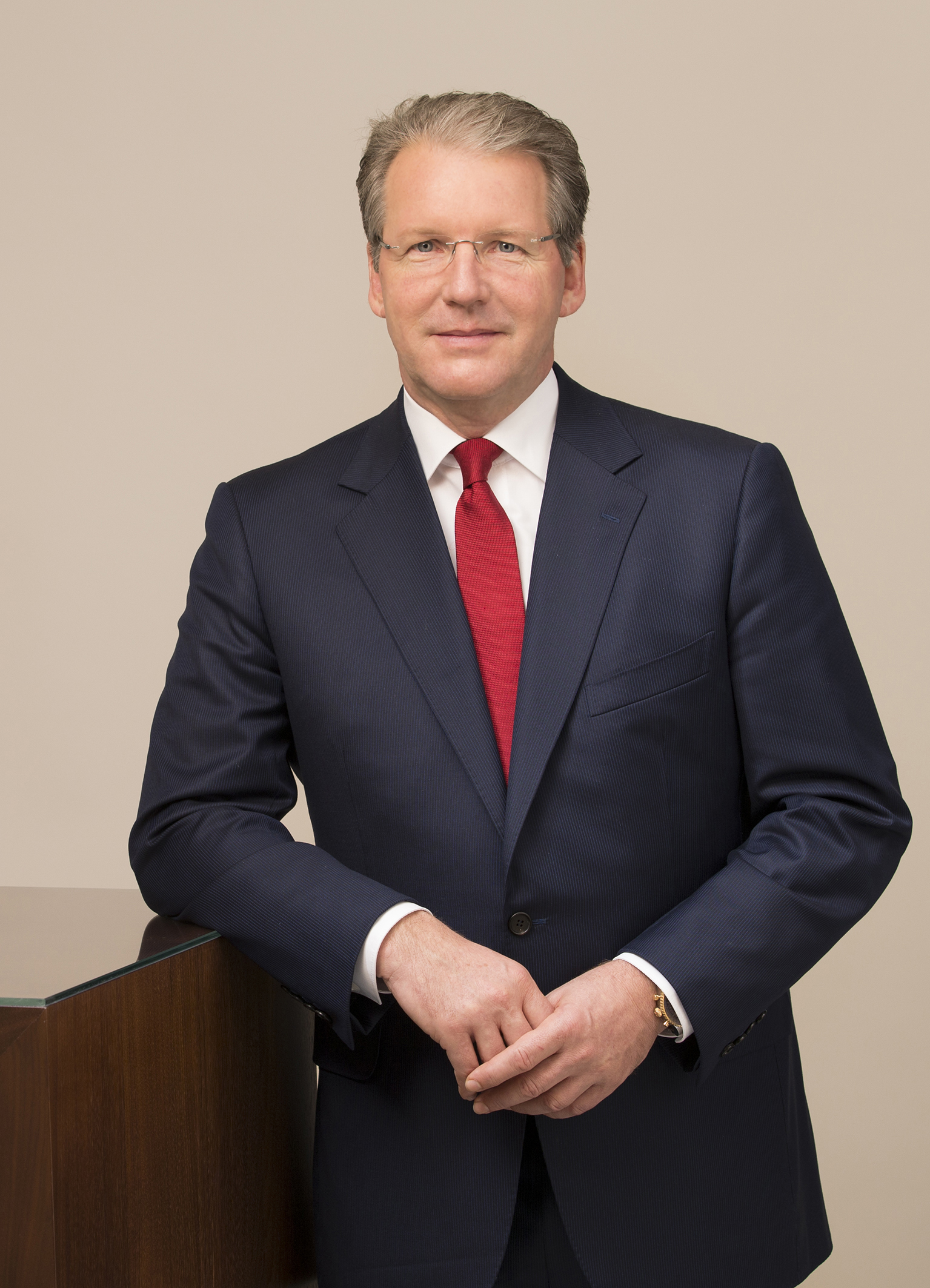
Jürgen Geißinger (2012)

Jürgen M. Geißinger (* 24. Juli 1959 in Schwäbisch Gmünd) ist ein deutscher Wirtschaftsmanager. Er war vom 1. November 1998 bis zum 4. Oktober 2013 Vorsitzender des Vorstands der im mittelfränkischen Herzogenaurach ansässigen Schaeffler-Gruppe. Am 17. Dezember 2015 wurde Geißinger mit sofortiger Wirkung zum CEO des Windanlagenbauers Senvion berufen und wurde zugleich Miteigentümer der Firma. Er führte Senvion in Kooperation mit den Haupteignern an die Börse.

## Leben
Nach seinem Abitur 1979 studierte Geißinger Maschinenbau an der Universität Stuttgart. Ab 1985 war er zunächst als wissenschaftlicher Mitarbeiter am Fraunhofer-Institut für Produktionstechnik und Automatisierung in Stuttgart angestellt, die letzten zwei Jahre als Abteilungsleiter. 1989 promovierte er zum Dr.-Ing. Ab 1991 war er kurzzeitig bei der Heidelberger Druckmaschinen AG tätig.
1992 ging er zu ITT Automotive, wo er als Direktor der Abteilung Produktionstechnik in Auburn Hills (USA) begann, 1994 Leiter des Bereiches Elektronische Bremssysteme wurde, 1996 Geschäftsführer des gesamten Geschäftsbereiches Bremssysteme, 1997 Vorsitzender der Geschäftsführung von ITT Industries Europe (Hamburg), Senior Vice President von ITT Automotive (Auburn Hills) sowie CEO von ITT Industries in White Plains (USA).
1998 wechselte er als Vorsitzender der Geschäftsleitung zur INA-Holding Schaeffler KG, der konzernführenden Gesellschaft der Schaeffler-Gruppe. Unter seiner Leitung stieg der Umsatz der Gruppe um ein Mehrfaches. Geißinger verantwortete 2000 die Übernahme der restlichen 50 % Anteile des Kupplungsbauers LuK Gruppe, 2001 auch die erste feindliche Übernahme eines börsennotierten Unternehmens durch einen Familienkonzern in Deutschland, der Schweinfurter FAG Kugelfischer Georg Schäfer AG. Deren Vorstandsvorsitzender war er von 2001 bis 2004, anschließend war er bis 2013 Aufsichtsratsvorsitzender. Die Unternehmensgruppe Schaeffler machte er zum weltweit zweitgrößten Wälzlager-Hersteller. Im Juli 2007 gab er für die Schaeffler-Gruppe ein offizielles Angebot zur Übernahme des mehrfach umsatzstärkeren Automobilzulieferers Continental AG ab (der im Jahr 1998 den Bereich Bremssysteme von ITT Automotive gekauft hatte).
Am 4. Oktober 2013 gab Schaeffler bekannt, dass der bisherige Vorstandsvorsitzende Jürgen Geißinger das Unternehmen im gegenseitigen Einvernehmen und mit sofortiger Wirkung verlassen werde.
Geißinger war Vizepräsident des Verbandes der Automobilindustrie (VDA) und Sprecher derer Zulieferer-Gruppe. Außerdem war er Aufsichtsratsmitglied bei der Continental AG (bis Okt. 2013), bei MTU Aero Engines (von 2005 bis 2023) und bei Sandvik AB.
Im Dezember 2015 übernahm Geißinger die Funktion des CEO von Senvion, einem der führenden Windkraftanlagenhersteller. Er verantwortete dessen Börsengang am 23. März 2016. 
Von der IG Metall wurde Geißinger wegen seiner rigorosen Durchsetzung von Arbeitszeitverlängerungen und der finanziellen Einschnitte für die Arbeitnehmer durch Kostensenkungsprogramme kritisiert.
Im Mai 2018 trat Geißinger von allen seinen Ämtern bei Senvion zurück, um sich neuen beruflichen Herausforderungen zu widmen.
Geißinger hat zwei jüngere Brüder. Er ist verheiratet, Vater von Zwillingen. In früheren Jahren war er Trainer einer Handball-Mannschaft.